# Cantarutti
Juan Enrique Cantarutti Peralta (Jesús María, Argentina, 15 de octubre de 1958) es un exfutbolista argentino que se desempeñaba como centrocampista.

## Clubes
| Club                       | País      | Año       |
| -------------------------- | --------- | --------- |
| All Boys                   | Argentina | 1977-1978 |
| Belgrano                   | Argentina | 1978      |
| Vélez Sarsfield            | Argentina | 1979      |
| All Boys                   | Argentina | 1979      |
| C. D. Málaga               | España    | 1979-1982 |
| Cartagena F. C.            | España    | 1982-1983 |
| R. C. Recreativo de Huelva | España    | 1983-1984 |
| Calvo Sotelo C. F.         | España    | 1984-1985 |